# 뉴헤이븐 스프링필드 선
뉴헤이븐 스프링필드 선(영어: New Haven–Springfield Line)은 암트랙이 소유하는 철도선으로, 코네티컷주 뉴헤이븐 유니언 역과 매사추세츠주 스프링필드 유니언 역을 잇는 철도이다.

## 역사
1844년에 최초로 개통되어 뉴헤이븐 철도가 운영했다. 개통 초기에 보스턴과 뉴헤이븐을 오가는 노선으로 1858년에 개통된 쇼어 라인(영어: Shore Line)은 노스이스트 코리더의 전신 노선이다. 1872년에 뉴헤이븐 철도는 뉴헤이븐 앤드 하트포드 철도(영어: New Haven and Hartford Railroad)로 합병되었다. 1911년에 최초로 내륙을 연결하는 노선이 신설 되었다. 1971년 5월에 암트랙의 출범과 동시에 내륙 경로를 통해 필라델피아와 보스턴을 연결하는 열차를 신설 했으나 1975년에 레이크쇼 리미티드 개통과 동시에 운행이 중단되었다. 1976년에 암트랙이 이 노선과 함께 노스이스트 코리더, 키스톤 서비스를 인수했다. 1996년에 내륙을 연결하는 노선이 운행이 중단되었다.

## 사진

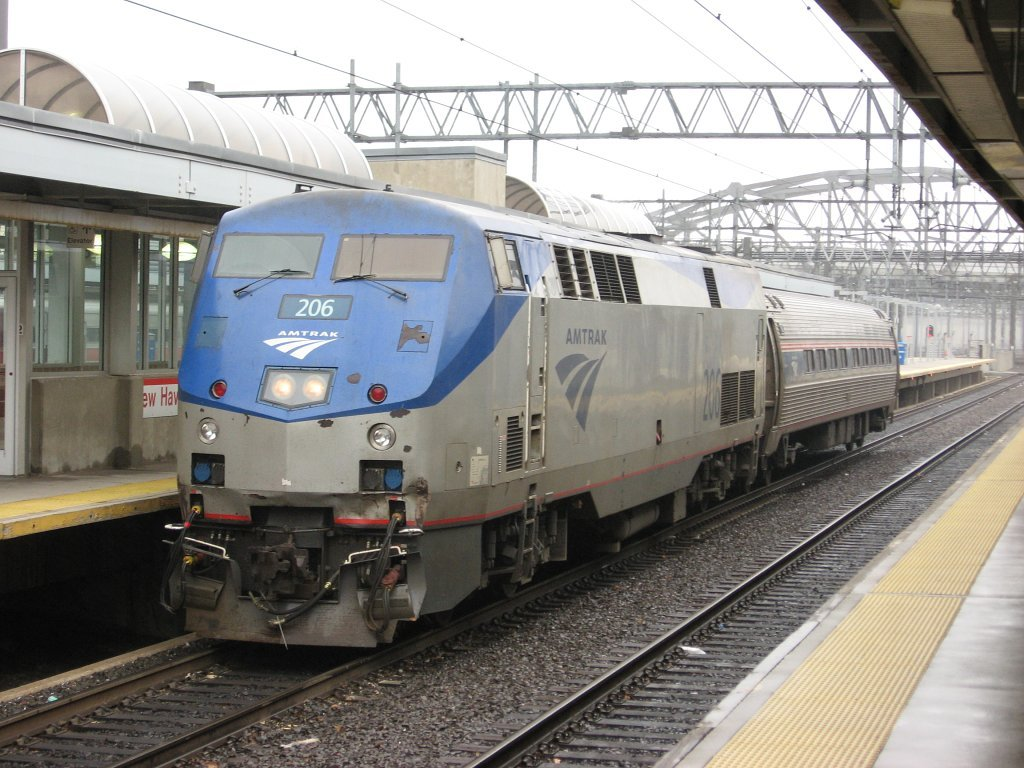
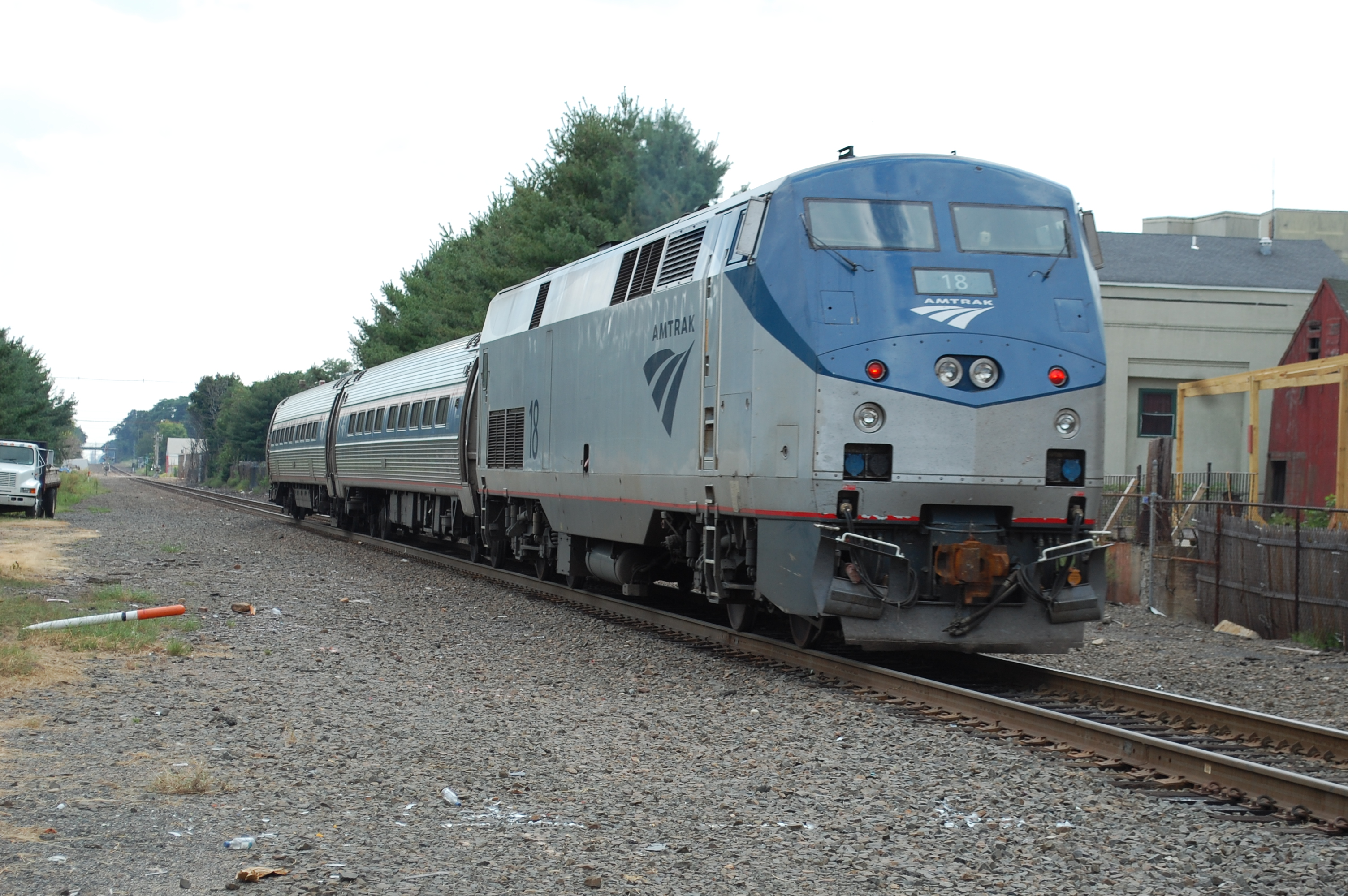
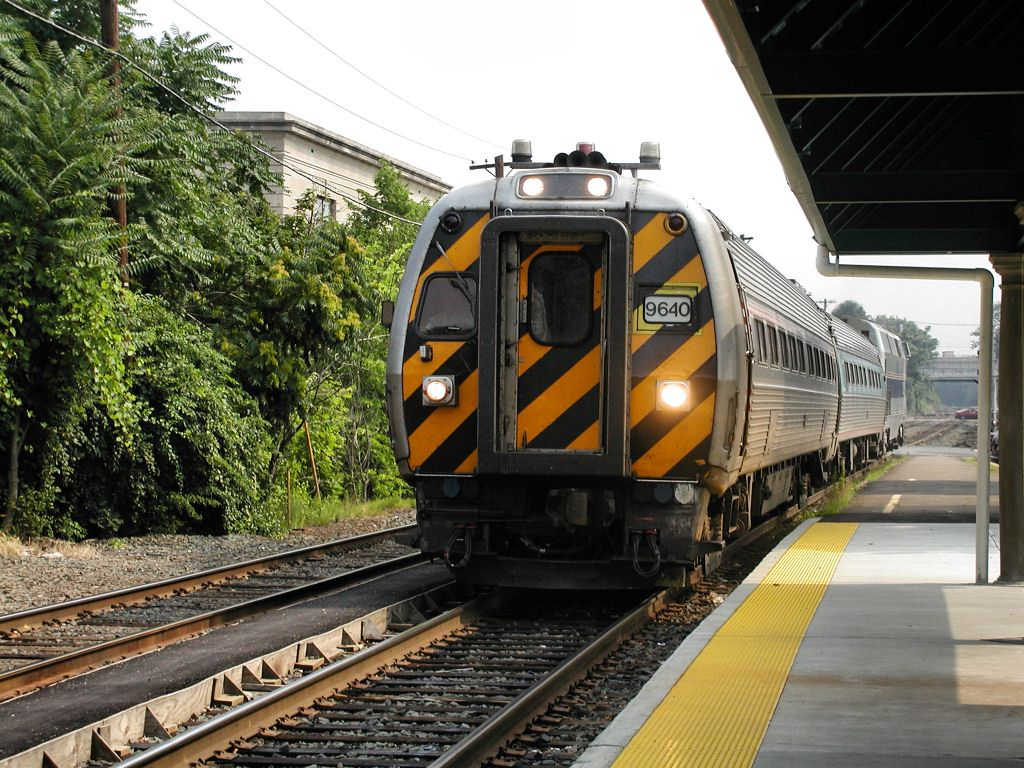
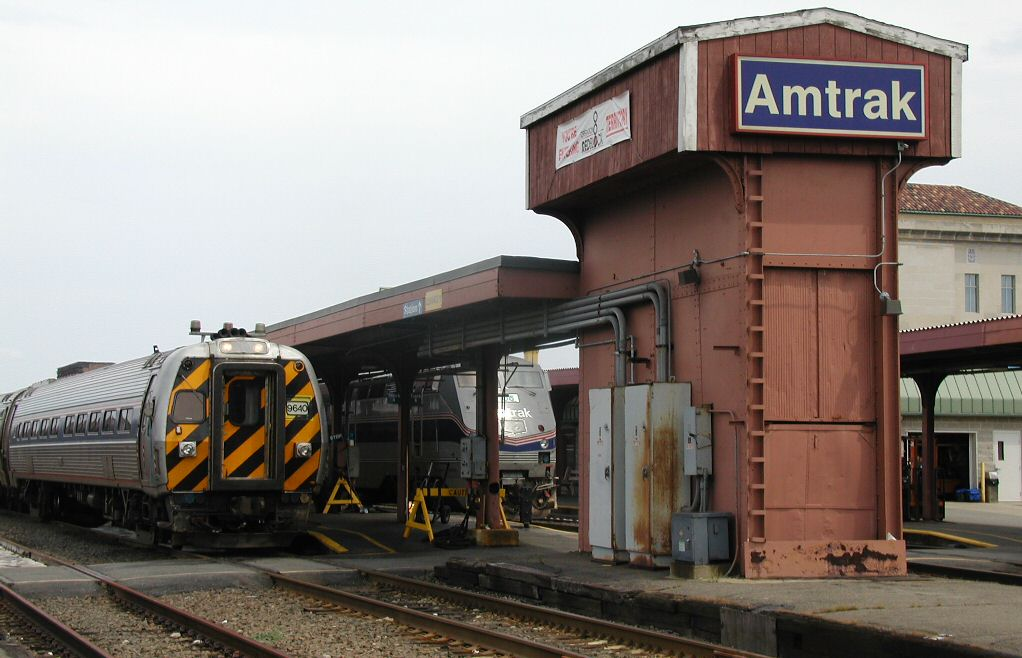
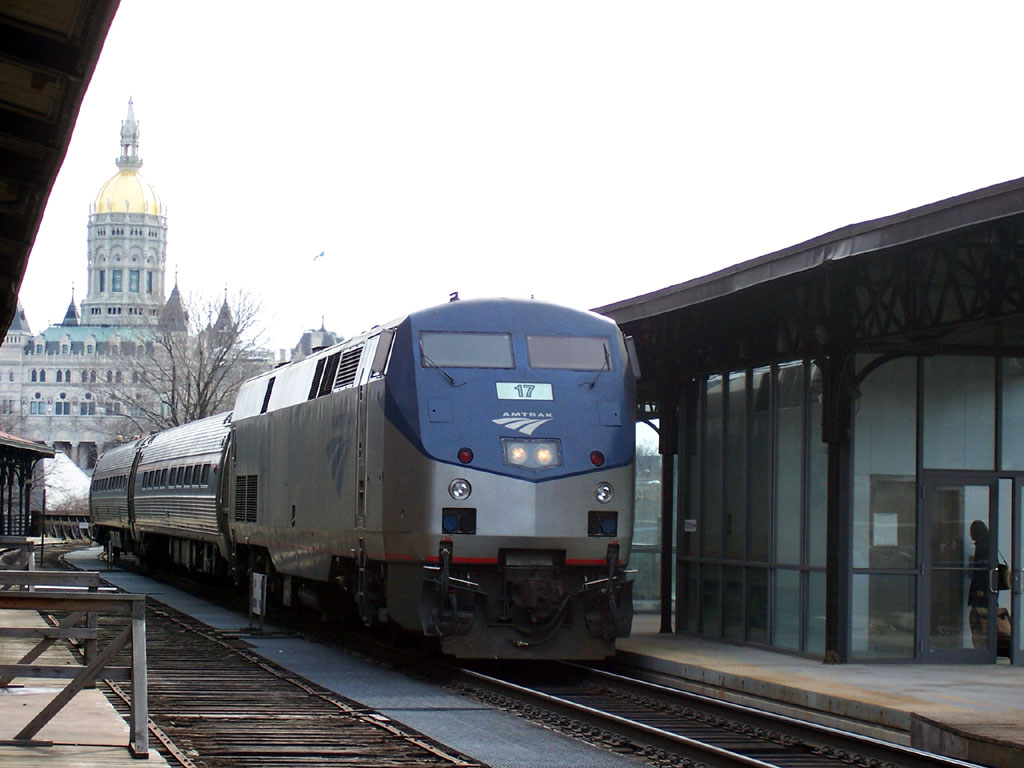
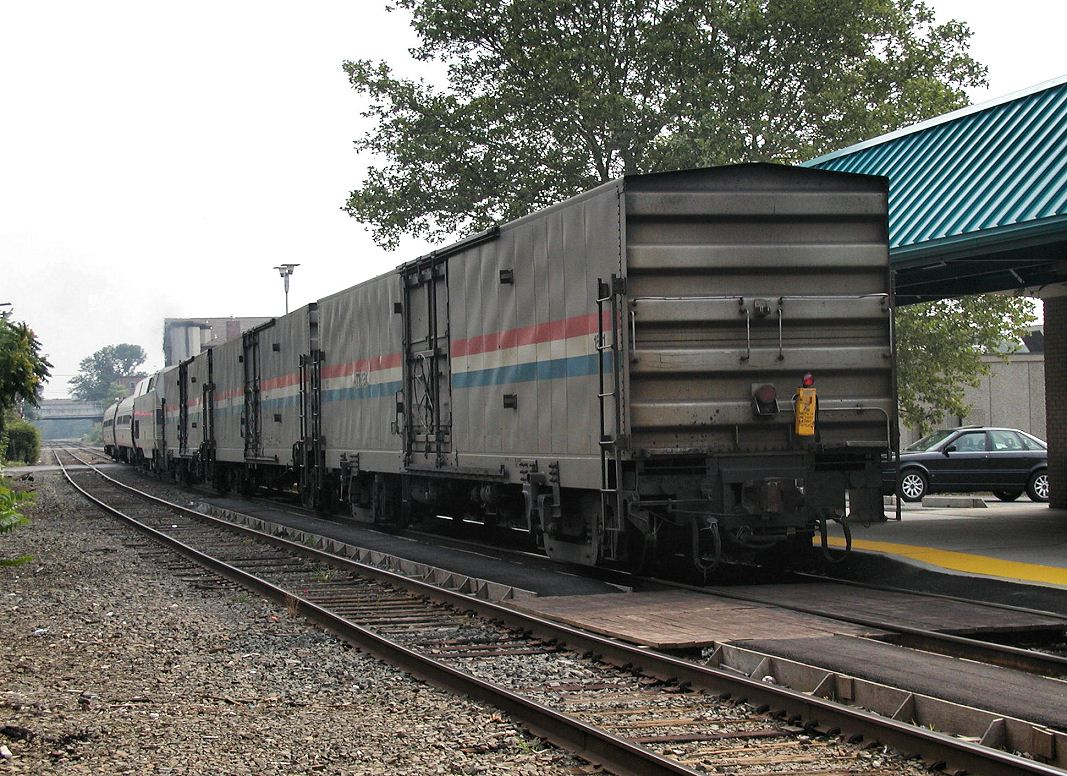